# Beatriz Mendoza
Maria Beatriz Mendoza Rivera (Aruba, 18 novembre 1975) è un'ex atleta paralimpica spagnola ipovedente.

## Biografia
Ipovedente con il residuo visivo più basso (cat. B2, poi T11 e infine T12), Maria Beatriz Mendoza Rivera, detta più comunemente Beatriz Mendoza, ha esordito in campo internazionale a 17 anni. Ha partecipato a tre edizioni dei Giochi paralimpici estivi (1992, 1996 e 2000). Ha gareggiato sulle distanze di 100, 200 e 400 m piani. Ha conquistato complessivamente sei medaglie paralimpiche.

## Palmarès
| Anno | Manifestazione     | Sede       | Evento          | Risultato | Prestazione | Note |
| ---- | ------------------ | ---------- | --------------- | --------- | ----------- | ---- |
| 1992 | Giochi paralimpici | Barcellona | 100 m piani B2  | Bronzo    | 13"72       |      |
| 1992 | Giochi paralimpici | Barcellona | 200 m piani B2  | Bronzo    | 28"02       |      |
| 1996 | Giochi paralimpici | Atlanta    | 100 m piani T11 | Oro       | 13"02       |      |
| 1996 | Giochi paralimpici | Atlanta    | 200 m piani T11 | Oro       | 26"32       |      |
| 2000 | Giochi paralimpici | Sydney     | 100 m piani T12 | Bronzo    | 12"80       |      |
| 2000 | Giochi paralimpici | Sydney     | 200 m piani T12 | Argento   | 25"82       |      |

## Onorificenze
- 2006 - Medaglia di bronzo dell'Ordine reale del merito sportivo.[2]